# Farida Belghoul
Farida Belghoul (née le 8 mars 1958 à Paris) est une militante politique française et ancienne enseignante, également romancière et réalisatrice. Dans la première moitié des années 1980, elle se fait connaître en tant que militante antiraciste ; elle est alors proche de l'extrême gauche. À partir de 2013, elle connaît une nouvelle notoriété du fait de son engagement contre la « théorie du genre », dans le cadre duquel elle se rapproche de l'extrême droite.

## Biographie

### Premières années
Farida Belghoul est la fille aînée d'une famille française d'origine algérienne établie à Paris ; son père est éboueur et sa mère femme de ménage. Elle entre en 1978, après son bac, à l'université Panthéon-Sorbonne, où elle obtiendra une maîtrise d'économie. Membre de l'Union des étudiants communistes, elle préside quelque temps à Panthéon-Sorbonne le cercle des étudiants communistes. Dès 1981, cependant, elle s'éloigne du Parti communiste français et s'oriente vers l'extrême gauche,,.
Parallèlement à ses études, elle mène une activité de cinéaste et réalise deux moyens-métrages sur le thème de l'immigration,,,. Son film Le Départ du père est sélectionné pour représenter le « septième art » dans le panorama créatif des « enfants de l'immigration », thème d'une exposition organisée en 1984 le Centre national d'art et de culture Georges-Pompidou.

### Une figure du mouvement antiraciste
En décembre 1983, Farida Belghoul assiste à l'arrivée en Île-de-France de la marche pour l'égalité et contre le racisme, dite « marche des beurs ». Elle milite ensuite activement au sein du « Collectif jeunes » de la région parisienne qui se met en place dans la foulée de ce mouvement. En mars 1984, elle participe, en tant qu'animatrice de ce collectif, à un colloque organisé par le Mouvement contre le racisme et pour l'amitié entre les peuples (Mrap) sur le thème « Vivre ensemble avec toutes nos différences ». Dans son intervention, elle dénonce « le droit à la différence comme une forme voilée de l'exclusion » et conclut : « s'il faut absolument un slogan, je propose alors : « Vivre ensemble avec nos ressemblances, quelles que soient nos différences ».
Alors que le Collectif jeunes d'Île-de-France connaît une crise, Farida Belghoul souhaite lancer une nouvelle initiative ; elle ne parvient cependant pas à réunir autour d'elle suffisamment de « marcheurs » de 1983. Avec un groupe de militants, elle monte alors un nouveau collectif, qui devient l'association Convergence 1984. Ce nouveau mouvement organise, fin 1984, une deuxième « marche » — en fait une traversée de la France à mobylette — et lance le slogan « La France, c'est comme une mobylette, pour avancer, il lui faut du mélange ». La manifestation attire, lors de son arrivée le 1er décembre à Paris, plus de 60 000 personnes sur la place de la République ; Farida Belghoul prononce le discours de clôture. La marche de 1984 a, par rapport à celle de l'année précédente, une nette coloration d'extrême gauche : le discours de Farida Belghoul, qui met alors en garde contre les risques de récupération, dénonce entre autres l'opportunisme des « faux anti-racistes » qu'elle juge incapables de comprendre les problématiques de la jeunesse issue de l'immigration. Un observateur, militant mais extérieur à Convergence, Saïd Bouamama, résume ce discours, qui a marqué l'idéologie ultérieure du mouvement beur, par une dénonciation du « paternalisme » des associations et organisations de gauche : Farida Belghoul reprochait à celles-ci d'utiliser les enfants d'immigrés en les enfermant sur un débat sur l'anti-racisme et sur la mobilisation contre le Front national, et de négliger ainsi le débat sur l’égalité et la question de l'immigration.
S'appuyant sur le mouvement beur, Convergence 1984 fédère aussi des groupes et associations de jeunes Portugais — l'appui de ceux-ci a d'ailleurs été déterminant pour le succès de la marche de 1984 —, Asiatiques, Africains et Antillais. Cependant, le mouvement tourne court après la marche : une partie des militants est en effet en désaccord avec l'orientation radicale que Farida Belghoul tient à imprimer à Convergence 84  — elle prône ainsi à l'époque l'« auto-défense des quartiers » — comme avec son refus de coopérer avec ceux qu'elle considère comme des « faux » anti-racistes. La journaliste Nadia Hathroubi-Safsaf, analysant l'histoire du militantisme antiraciste en France, considère que l'échec du mouvement de 1984 est dû à son absence de discours clair. Pour elle, la faute en incombe notamment aux positions prises par Farida Belghoul qui, alors que la seconde marche prônait le « mélange », a contredit le « bien vivre-ensemble » prôné au départ en fustigeant à l'arrivée les associations de soutien à qui elle reprochait de se conduire en « néo-colonialistes ».
La cause antiraciste est ensuite largement récupérée par SOS Racisme, association proche du Parti socialiste,. Farida Belghoul dit avoir été contactée, à l'époque de la formation de SOS Racisme, par Julien Dray et Harlem Désir, qui lui auraient proposé d'en être la présidente : selon ses dires, elle aurait refusé pour ne pas devenir « la beurette de service de SOS ». Serge Malik relate, dans son livre Histoire secrète de SOS Racisme, la manière dont Harlem Désir, devenu le leader très médiatisé de SOS, s'est employé à l'époque à « griller les Beurs de Convergence et leur chef de file Farida Belghoul », en occupant le terrain militant.

### Littérature et carrière dans l'enseignement
Confrontée au « rouleau compresseur » de SOS Racisme, et jugeant le mouvement antiraciste désormais récupéré par le PS, Farida Belghoul décide de se mettre en retrait du militantisme.
Elle se consacre à l'écriture et publie en 1986 Georgette !, qui reçoit le prix Hermès du premier roman : le livre raconte l'histoire d'une fillette déchirée entre la culture algérienne de ses parents et son éducation scolaire. Le roman remporte à l'époque un véritable succès, ce qui lui vaut d'être salué comme l'un des meilleurs exemples de la littérature de la « deuxième génération ». Farida Belghoul refuse cependant à l'époque l'étiquette d'« écrivain beur » et souhaite, au nom de l'égalité, être considérée comme un écrivain tout court.
En 1992, elle obtient le Certificat d'aptitude au professorat de l'enseignement du second degré de lettres. Elle enseigne ensuite la littérature et l'histoire-géographie dans des lycées professionnels, notamment au lycée Ronceray de Bezons où elle est nommée en 1996. Sur le plan personnel, elle se marie et évolue religieusement vers le soufisme.

### Retour au militantisme
En 2007, Farida Belghoul, qui enseigne alors toujours au lycée professionnel de Bezons, est interrogée dans le documentaire Sauve qui peut ! : elle y explique pourquoi elle a choisi de retirer de l'école ses trois enfants, qu'elle élève seule, afin de leur faire suivre une scolarité à domicile ; elle plaide également pour une réforme des programmes.
En 2008, elle est interviewée dans les médias à l'occasion du 25e anniversaire de la Marche pour l'égalité et contre le racisme. La même année, elle s'engage contre l'échec scolaire en annonçant le lancement d'un dispositif éducatif appelé REID, soit « Remédiation éducative individualisée à domicile ». Cette initiative a pour but de mettre en place un soutien individualisé pour sortir des jeunes de l'illettrisme. Faute de financement, le projet ne voit pas le jour.

### Engagement contre la«théorie du genre»
Courant 2013, Farida Belghoul se rapproche d'Alain Soral et de son association Égalité et Réconciliation,. Elle expliquera par la suite avoir noué des relations avec Soral du fait de leur détestation commune de la manière dont le PS avait longtemps traité les jeunes d’origine maghrébine.
Elle revient alors sous les feux de l'actualité en militant contre ce qu'elle estime être l'introduction de la « théorie du genre » à l'école. À partir du mois d'octobre, elle diffuse sur Internet des vidéos dans lesquelles elle dénonce l'ABCD de l'Égalité — programme sur l'égalité filles-garçons lancé à la rentrée 2013 par l'Éducation nationale — comme un « crime qui est perpétré contre [les] enfants ». Elle dénonce également la « manipulation » du Parti socialiste sur le sujet du mariage homosexuel en France, dressant un parallèle avec les manœuvres de ce même parti vis-à-vis du militantisme antiraciste des années 1980. Le site du mouvement d'Alain Soral lui fournit une tribune en hébergeant des vidéos dans lesquelles elle expose longuement ses thèses, dénonçant notamment la « propagande LGBT » — qu'elle associe à la complaisance envers la pédophilie — qui viserait à « apprendre l’homosexualité » aux enfants et à éliminer toute différence entre les sexes. Son roman Georgette ! est par ailleurs réédité par Kontre Kulture, la maison d'édition d'Alain Soral.
Le 13 décembre 2013, Farida Belghoul lance l'initiative « Journée de retrait de l'école » (dite JRE), invitant les parents à retirer leurs enfants de l'école une journée par mois à partir de janvier 2014, en justifiant cette absence par la phrase : « Journée de retrait de l'école pour l'interdiction de la théorie du genre dans tous les établissements scolaires. ». La première initiative a lieu le 24 janvier 2014.
Le militantisme du groupe de Farida Belghoul — qui accuse, via ses vidéos et ses tracts, l'Éducation nationale de vouloir répandre « l'homosexualité, la bisexualité et la transsexualité » à l'école — vise tout particulièrement les milieux de l'immigration, et notamment la communauté musulmane de France, obtenant un réel écho dans certains quartiers populaires,. Les messages du collectif JRE prêtent notamment à l'Éducation nationale l'intention d'instaurer des « cours de masturbation » dès la maternelle, de distribuer aux enfants des peluches en forme de pénis ou de vagin, ou de proposer des modules d'éducation sexuelle « avec démonstration »,. L'humoriste Dieudonné, proche d'Alain Soral, soutient lui aussi Farida Belghoul en faisant la promotion de son initiative de retrait de l'école. Relayée entre autres par SMS, par courrier électronique et sur les réseaux sociaux, la campagne entraîne jusqu'à 30 % d'absentéisme dans certains établissements.
Cette action amène le ministre de l'Éducation nationale de l'époque, Vincent Peillon, à réagir en démentant l’existence de tout enseignement à l'école d'une « théorie du genre » et en dénonçant « les instrumentalisations de ceux, qui, venus de l’extrême droite, négationnistes, sont en train de vouloir répandre l’idée qui fait peur aux parents et qui blesse les enseignants que tel serait notre point de vue ».
En janvier 2014, Farida Belghoul lance l'initiative de « l'année de la robe », en appelant toutes les femmes à porter la robe et à laisser le pantalon aux hommes. En avril, des membres du collectif JRE accusent nommément une enseignante d'une école maternelle à Joué-lès-Tours, en Indre-et-Loire, d'avoir poussé ses élèves à pratiquer des attouchements mutuels : ils incitent la mère tchétchène de l'enfant à porter plainte,. Toujours en avril, elle s'exprime dans une réunion de l'Action française. En mai, elle participe à un défilé « en l'honneur de Jeanne d'Arc » en compagnie de l'association catholique traditionaliste Civitas. Elle se rapproche également du collectif La Manif pour tous, et contribue à mobiliser des associations musulmanes intégristes.
En juin, l'Éducation nationale renonce à généraliser les ABCD de l'égalité : Farida Belghoul se félicite alors de cette « victoire » de « la convergence islamo-catholique », rendant au passage « hommage aux alliés, Christine Boutin, Béatrice Bourges et Alain Escada [président de Civitas] ».
En août, elle annonce la création, pour profiter de l'élan né de la Journée de retrait de l'école, d'une fédération de parents d'élèves appelée la « Fédération autonome de parents engagés et courageux » (FAPEC). À la rentrée 2014, les membres de la FAPEC lancent des actions militantes, proposent des modules d'accompagnement scolaires, et visent à influer sur les conseils de parents d'élève. Ils pratiquent notamment le porte-à-porte dans les cités de Seine-Saint-Denis et du Val-d'Oise pour présenter leur association, en vue des élections des conseils de parents d'élèves.
Lors de cette même rentrée 2014, alors qu'elle était en disponibilité de l'Éducation nationale depuis plusieurs années, Farida Belghoul est nommée au lycée Gustave-Eiffel d'Ermont. Cependant, après un bref passage dans cet établissement, elle part très rapidement en arrêt maladie ; durant ce congé, elle voyage à Moscou pour nouer des contacts internationaux en vue de créer « une organisation internationale de défense de la famille traditionnelle ». En octobre 2014, elle est visée par une procédure disciplinaire du rectorat de Versailles pour « manquements aux devoirs de réserve et de loyauté incombant aux fonctionnaires »,. La procédure est motivée par la Journée de retrait de l'école, mais aussi par la publication sur Internet d'un article visant la ministre de l'éducation Najat Vallaud-Belkacem : Farida Belghoul, qui appelle la ministre « Monsieur Najat Belkacem », y qualifie cette dernière de « chouchoute du lobby trans, bi et cie […] si jeune et déjà si âpre à faire le malheur des hommes », dont la nomination serait « une déclaration de guerre aux familles de France » ; elle se dit en outre personnellement visée par cette nomination, dont elle juge qu'elle revient à « planter une femme arabe dans le dos d'une autre femme arabe ». Le rectorat demande également à Farida Belghoul de s'expliquer sur le fait qu'elle a voyagé tout en étant en congé maladie. Le 30 octobre, elle écope finalement d'un blâme.
Par ailleurs, le 6 octobre 2014, L'Express révèle qu'elle a été, entre 2008 et 2011 pacsée à une femme nonagénaire — décédée depuis — propriétaire du pavillon de Bezons où elle réside.
Le 13 octobre, le site d'Égalité et Réconciliation publie un communiqué de plusieurs membres du collectif JRE et de la FAPEC, qui annoncent leur démission collective « pour divergences d’appréciation de certains principes fondamentaux de la famille traditionnelle et pour incompatibilité de caractère » et leur intention de créer une autre organisation. Farida Belghoul réagit en dénonçant les « rats [qui] quittent le navire » et la campagne de diffamation dont elle serait victime. Assurant que le communiqué contiendrait des « faux », elle accuse par ailleurs Alain Soral d'« acte objectif de trahison » et réclame un débat public avec lui,.
Le 5 mars 2015, elle est mise en examen pour « complicité de diffamation » à l'encontre de l'enseignante de maternelle d'Indre-et-Loire que son association JRE avait accusée de pousser ses élèves à pratiquer des attouchements. Le jugement, rendu le 19 mai 2016, condamne Farida Belghoul à 5 000 euros d'amende pour complicité de diffamation ainsi qu'à 12 000 euros de dommages et intérêts qu'elle devra verser avec la coaccusée Dalila Hassan,. En janvier 2017, sa peine est alourdie en appel, la cour la condamnant à payer 8 000 euros d'amende et 15 000 euros de dommages et intérêts, condamnation rendue définitive par le rejet de son pourvoi devant la Cour de Cassation dans les semaines qui suivent.
Le 14 mars 2019, le rectorat de Versailles décide de sa révocation pour un « manquement à son devoir de réserve ».

## Œuvres littéraire
- Georgette (roman), Paris, Barrault Éditions, 1986  (ISBN 2736000501), réédition en 2013 chez Kontre Kulture.
- Opus 2 (roman), Paris, Barrault Éditions, 1999  (ISBN 978-2736001391)
- Papa porte un pantalon et maman porte une robe (ill. Hugo) (Littérature d'enfance et de jeunesse), REID, 2014, 52 p. (ISBN 979-1093641003)

## Filmographie
- C’est madame la France que tu préfères : histoire d’une fratrie de la seconde génération, produit par ISM (40 minutes – 1980).
- Le Départ du père : un immigré à la retraite rentre définitivement au pays en compagnie de sa fille née en France, coproduction Belghoul, ISM (41 minutes – 1984).